# Cardell Rawlings
Cardell Rawlings (Smithfield, 27 agosto 1996) è un giocatore di football americano statunitense che milita nel ruolo di defensive lineman negli Obic Seagulls.